# Карловка (Акмолинская область)
Карловка (каз. Карловка) — село в Енбекшильдерском районе Акмолинской области Казахстана. Входит в состав Ульгинского сельского округа. Код КАТО — 114547300.

## География
Село расположено возле озера Жукей, в западной части района, на расстоянии примерно 16 километров (по прямой) к западу от административного центра района — города Степняк, в 10 километрах к юго-западу от административного центра сельского округа — аула Ульги.
Абсолютная высота — 387 метров над уровнем моря.
Ближайшие населённые пункты: село Кызылуюм — на востоке, село Жукей — на севере (через озеро), село Сосновка — на западе.

## Население
В 1989 году население села составляло 223 человека (из них русские — 44 %, казахи — 23 %, немцы — 21 %).
В 1999 году население села составляло 176 человек (88 мужчин и 88 женщин). По данным переписи 2009 года, в селе проживало 130 человек (60 мужчин и 70 женщин).
| Численность населения | Численность населения | Численность населения |
| 1989                  | 1999                  | 2009                  |
| --------------------- | --------------------- | --------------------- |
| 223                   | ↘176                  | ↘130                  |

## Известные жители и уроженцы
В селе родился Герой Советского Союза Василий Некрасов.

## Улицы[5]
- ул. Молодёжная
- ул. Приозёрная